# Нарка (Канзас)
Нарка (енгл. Narka) град је у америчкој савезној држави Канзас.

## Демографија
По попису из 2010. године број становника је 94, што је 1 (1,1%) становника више него 2000. године.
| Група             | 2000.       | 2010.       |
| Белци             | 93 (100,0%) | 94 (100,0%) |
| Афроамериканци    | 0 (0,0%)    | 0 (0,0%)    |
| Азијати           | 0 (0,0%)    | 0 (0,0%)    |
| Хиспаноамериканци | 0 (0,0%)    | 0 (0,0%)    |
| Укупно            | 93          | 94          |